# Alelyckan

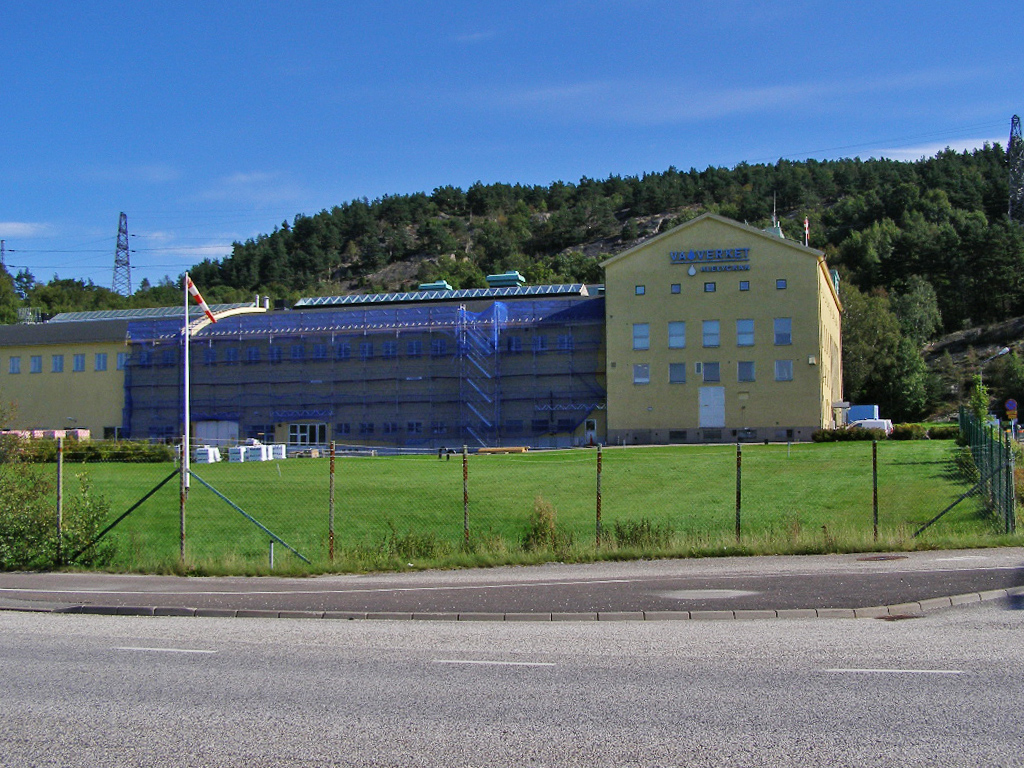
Alelyckans vattenverk 2006.

Alelyckan är ett område norr om Gamlestaden, Göteborg. Namnet kommer från trädnamnet al eller möjligen den kollektiva benämningen ale, en samling av alar, samt lyckan i betydelsen inhägnat gärde. Namnet förknippades från 1900-talets början med Göteborgs Vatten- och Avloppsverks vattenreningsverk, där vatten från Göta älv sedan 1894 renats till dricksvatten.
År 1976 blev Alelyckan även ett gatunamn, men 1990 ändrade man namnet på gatan till Alelyckegatan på grund av förväxlingsrisk.
I Alelyckan ligger bland annat Alelyckans sportcenter, Alelyckans vattenverk, Alelyckans återvinningsstation, ett kolonistugeområde och ett köpcentrum med bland annat Willys och ÖoB. På Alelyckegatan 1-7 ligger ett stöd- och habiliteringsboende. Alelyckegatan 1-7 ägs och förvaltas av Higab.
På grund av köpcentrets ökade betydelse har det förespråkats att en spårvagnshållplats anläggs i närheten av köpcentret, men kommunen har tills vidare lagt sådana planer på is.